# Вештац: Вуков кошмар
Вештац: Вуков кошмар (енгл. The Witcher: Nightmare of the Wolf) јужнокорејско-амерички је мрачно-фантастични филм за Netflix-а и продуценткиње Лорен Шмит Хисрих. Филм служи као спин-оф серије Вештац Netflix-а. Фокусира се на причу о пореклу Гералтовог ментора и колеге вештица Весемира. Премијера филма биће 23. августа 2021. године.

## Радња
Весемир је побегао од сиромаштва да би постао вештац. Убија чудовишта за новац и славу, али када се појави нова претња мора се суочити с демонима из своје прошлости.

## Улоге
| Глумац          | Улога       |
| --------------- | ----------- |
| Тео Џејмс       | Весемир     |
| Лара Пулвер     | Тетра       |
| Грејам Мактавиш | Деглан      |
| Мери Макдонел   | дама Зербст |
| Том Кантон      | Филавандрел |
| Мет Јанг Кинг   | Лука        |